# The Player (série télévisée)
The Player, ou Le Joueur au Québec, est une série télévisée américaine en neuf épisodes de 42 minutes créée par John Rogers, diffusée entre le 24 septembre et le 19 novembre 2015 sur le réseau NBC.
En France, la série a été diffusée du 8 au 22 décembre 2016 sur TF1, et au Québec depuis le 11 novembre 2021 sur AddikTV. Néanmoins elle reste inédite dans les autres pays francophones.

## Synopsis
À Las Vegas, une mystérieuse organisation dirigée par un certain Mr Johnson parie sur les chances de réussite des crimes qui vont se produire. Le jeu n'est plus, le pari est dorénavant sur le crime. Il enrôle un ancien responsable de la sécurité de personnalités, Alex Kane, pour faire partie du jeu. Il devra pour sauver des vies mettre la sienne en danger. Pour mener ses missions à bien, Johnson lui donne carte blanche ainsi que des moyens importants (voitures, gadgets, etc.)

## Distribution

### Acteurs principaux
- Philip Winchester (VF : Jean-Pascal Quilichini) : Alex Kane
- Charity Wakefield (VF : Caroline Mozzone) : Cassandra King
- Damon Gupton (VF : Daniel Lobé) : Détective Cal Brown
- Wesley Snipes (VF : Thierry Desroses) : Mr Isaiah Johnson

### Acteurs récurrents et invités
- Daisy Betts (VF : Hélène Bizot) : Virginia « Ginny » Lee, l'ex-femme d'Alex Kane (épisodes 1, 2, 4, 5 et 9)
- Nick Wechsler (VF : Stéphane Pouplard) : Nick, petit-ami de Cassandra (épisodes 2, 4, 5 et 8)
- KaDee Strickland (VF : Laurence Bréhéret) : Agent Spécial Rose Nolan (épisode 3, 6, 8 et 9)
- Richard Roundtree (VF : Saïd Amadis) : Juge Samuel Letts (épisodes 6 et 7)
- Eric Roberts : Pauly Agostino (épisode 4)
- Will Yun Lee : Liu Zeng (épisode 5)
- Courtney Grosbeck (VF : Lisa Caruso) : Dani, la nièce d'Alex (épisodes 2 et 6)
- Dustin Ybarra (en) : Donovan McDowell, l'ami de Kane (épisodes 2 et 3)
- Catherine Dent : Barbara Lee (épisode 7)
- Christina Vidal : Cecilia Cruz (épisode 7)
- Christopher Heyerdahl : Ivan Mislav (épisode 8)
- Jeff Fahey : Jack Fuller (épisode 9)

- Version française
  - Société de doublage : Dubbing Brothers
  - Direction artistique : François Dunoyer
  - Adaptation des dialogues : Edgar Givry et Jérôme Pauwels

Source VF : Doublage Série Database

## Production

### Développement
Le 24 septembre 2014, NBC acquiert le projet de série Endgame du producteur de The Blacklist, John Rogers, en s'engageant à produire un pilote. Puis le 23 janvier 2015, le pilote a été commandé,.
Le 8 mai 2015, le réseau NBC annonce officiellement après le visionnage du pilote, la commande du projet de série, sous son titre actuel,.
Le 10 mai 2015, lors des Upfronts, NBC annonce la diffusion de la série à l'automne 2015,.
Le 23 octobre 2015, à la suite des mauvaises audiences, NBC réduit sa commande à neuf épisodes, annulant la série.

### Casting
Les rôles principaux ont été attribués dans cet ordre : Philip Winchester, Wesley Snipes, Damon Gupton, Charity Wakefield et Cara Buono (Ginny). En août 2015, Daisy Betts reprend le rôle de Ginny.
Parmi les invités : Dustin Ybarra, Courtney Grosbeck, Nick Wechsler, Richard Roundtree et Eric Roberts.

## Épisodes
1. Faites vos jeux (The Player)
2. Quitte ou double (Ante Up)
3. Mauvaise pioche (L.A. Takedown)
4. Jeu de dames (The Big Blind)
5. L'Atout mineur (House Rules)
6. Double face (The Norseman)
7. Faites sauter la banque ! (A House Is Not a Home)
8. Les dés sont pipés (Downtown Odds)
9. Rien ne va plus… (Tell)